# Мінерал-носій
Мінерал-носій (рос. минерал-носитель, англ. carrier mineral, нім. Träger m, Träger-Mineral n) — мінерал, який містить ізоморфні домішки.